# Taman Sari (Ampenan)
Taman Sari is een bestuurslaag in het regentschap Mataram van de provincie West-Nusa Tenggara, Indonesië. Taman Sari telt 8332 inwoners (volkstelling 2010).